# (464183) 2015 AQ230
(464183) 2015 AQ230 es un asteroide perteneciente al cinturón de asteroides, descubierto el 18 de septiembre de 1995 por el equipo Spacewatch desde el Observatorio Nacional de Kitt Peak (Arizona, Estados Unidos).